# Obolon
Obolon ZAT (en ukrainien : Оболонь ЗАТ) est une entreprise ukrainienne du secteur des boissons. Obolon est le deuxième fabricant de bière d'Ukraine et le premier de soda. Son usine principale de Kiev est aussi la plus grande brasserie d'Ukraine.

## Histoire
La brasserie de Kiev fut construite entre 1974 et 1980 grâce à l'aide d'ingénieurs tchèques, près d'un puits artésien, dans le quartier Obolon. La mise en service de la brasserie devait coïncider avec l'ouverture des Jeux olympiques de Moscou. Appelée à l'origine « Brasserie no 3 de Kiev », elle fut renommée « Obolon » en 1986. En 1992, Obolon devint la première entreprise ukrainienne à être privatisée ainsi que la première marque commerciale enregistrée. Les actions furent distribuées aux salariés. En 1997, la Banque européenne pour la reconstruction et le développement (BERD) lui accorda un prêt de 40 millions de dollars, qu'elle utilisa pour accroître considérablement ses capacités de production.
Oleksandr Slobodian, le président d'Obolon ZAT, participe également à la vie politique ukrainienne.

## Structure

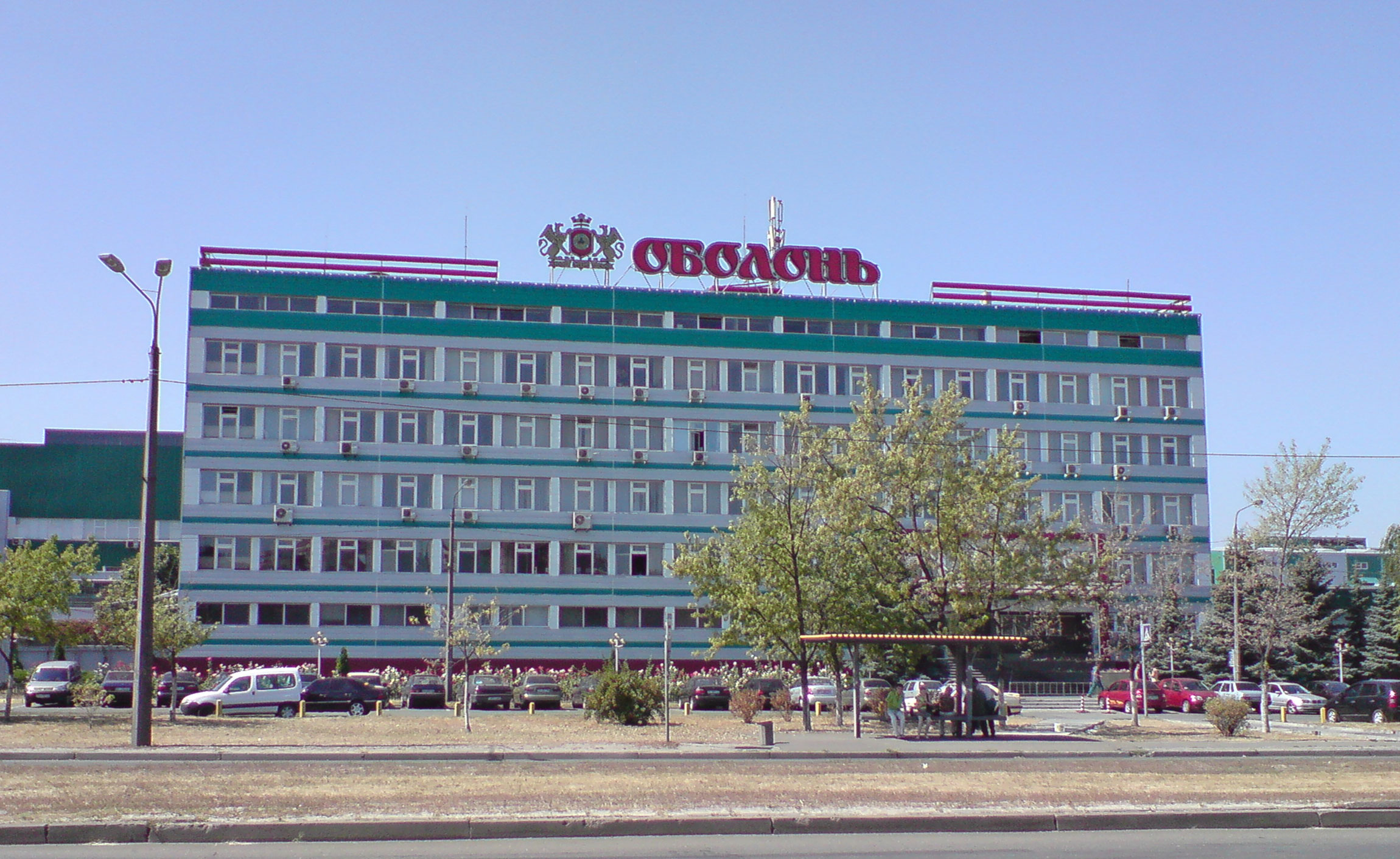
Usine principale et siège de la ZAT Obolon à Kiev

La principale usine de la société Obolon se trouve à Kiev, vul. Bohatyrska, dans le quartier Obolon. 50° 30′ 45″ N, 30° 28′ 51″ E
La société exploite cinq autres brasseries en Ukraine, dans les villes de :
- Berchad (oblast de Vinnytsia),
- Fastiv (oblast de Kiev),
- Krassyliv (oblast de Khmelnytskyï),
- Okhtyrka (oblast de Soumy,
- Sébastopol.

La société Obolon ZAT possède également un réseau de distribution dans toute l'Ukraine.

## Produits et parts de marché
La société Obolon ZAT détient plus de 30 % du marché de la bière en Ukraine en termes de volume derrière InBev. En 2008, elle a produit 11,33 millions d'hectolitres de bière (35,4 % de la production ukrainienne). Son produit le plus connu est l'Obolon Svitle (en ukrainien : Оболонь світле), une bière légère. Obolon a su profiter de la forte croissance de la demande de bière en Ukraine, où la consommation a atteint 50 litres par an et par habitant en 2006.
Obolon est le principal exportateur de bière d'Ukraine et réalise plus de 75 % des exportations de bière du pays en 2008, vers 33 pays, principalement la Russie, mais aussi les États-Unis, l'Union européenne et l'Australie. Obolon produit également une gamme de boissons gazeuses et d'eau minérale.

## Sports
Obolon soutient activement l'équipe nationale ukrainienne de football. Depuis 1999, l'entreprise est le sponsor du club du district de Kiev, qui joue en seconde division du pays sous le nom de FK Obolon Kiev. Les branches régionales de l'entreprise soutiennent également les équipes locales. Cette politique est largement inspirée par l'engagement personnel de son P-DG, qui fut un footballeur amateur dans sa jeunesse.